# Flächendiagramm

Überlagertes Flächendiagramm

Ein Flächendiagramm stellt graphisch die Entwicklung von Mengen dar. Die Darstellungsform basiert auf dem Liniendiagramm. Die Flächen zwischen Achse und den Linien werden mit unterschiedlichen Farben, Mustern oder Schraffuren hervorgehoben. Häufig werden zwei oder mehr Mengen verglichen. In diesem Fall spricht man von einem gestapelten oder unterteilten Flächendiagramm.

Gestapeltes Flächendiagramm

Von einem überlagerten Flächendiagramm spricht man, wenn sich die Wertekurven mindestens einmal schneiden. Die Farben der Flächen müssen für jeden Fall anders dargestellt werden.
Besonders gut eignet sich diese Darstellung für den Vergleich mehrerer Zeitreihen.